# 8685 Форе
8685 Форе́ (8685 Fauré) — астероїд головного поясу, відкритий 4 квітня 1992 року.
Тіссеранів параметр щодо Юпітера — 3,658.